# Trebuchet MS
Trebuchet MS, sans-seriftypsnitt skapat 1996 av Vincent Connare för Microsoft.
Typsnittet har karakteristiska bokstavsformer, som är inspirerade av 1920- och 30-talets linjärer. De öppna bokstavsformerna och den väl tilltagna x-höjden gör typsnittet lättläst, och tillsammans med god hintning ger detta ett typsnitt som är väl lämpat för textåtergivning på skärm.
Version 1.00 hade en rätt begränsad teckenuppsättning. I version 1.10, som kom 1998, kompletterades typsnittet med €-tecken. Först i och med version 1.22 (maj 2001) kom typsnittet att omfatta hela Windows Glyph List 4 (WGL4). Aktuell version är 1.25 (2003) med 576 tecken.